# Step Up: Year of the Dance
Pour plus de détails, voir Fiche technique et Distribution.
Step Up: Year of the Dance (舞出我人生之舞所不能 en Chine, également connu sous le titre Step Up China dans certains pays) est un film de danse américano-chinois réalisé par Ron Yuan et sorti en 2019. 
Il s'agit d'un spin-off de la série de films Sexy Dance.

## Synopsis
À Pékin, Tie Hou, un ex-taulard expert en arts martiaux, et He Chuan, le fils d'un riche industriel, s'allient pour monter leur crew. Leur équipe s'affranchit des classes sociales et devient petit à petit une vraie famille. Ensemble, ils espèrent vaincre les Phantom, des danseurs américains très réputés dans le milieu.

## Fiche technique
- Titre original anglophone : Step Up: Year of the Dance
- Titre original chinois : 舞出我人生之舞所不能
- Titre anglophone alternatif : Step Up China
- Réalisation : Ron Yuan
- Scénario : Duane Adler,  Li Wei
- Direction artistique :
- Chef décoratrice :
- Décors :
- Costumes : Hazel Alonzo
- Photographie : L.T. Chang
- Montage :
- Musique :
- Chorégraphies : Will 'Wildabeast' Adams, Janelle Ginestra, Zack Roberts (arts martiaux)
- Production : Jennifer Gibgot, Adam Shankman, Zeng Tian, Ron Yuan
- Sociétés de production : Yuehua Entertainment, Shanghai Infinity Pictures et Lionsgate China
- Société de distribution : 
  - Wanda Pictures (Chine)
  - Lionsgate (États-Unis)
  - Metropolitan FilmExport (France)
- Genre : Drame, romance et film de danse
- Durée : 1h29
- Budget :
- Dates de sortie : 
  - France : 9 septembre 2019 (en vidéo)[1]

## Distribution[2]
- Jingxing Huang (sous le pseudonyme de SuperDino) : Tie Hou
- Owodog Zhuang : Tie She
- Meng Mei Qi : Xiao Fei
- Yu Jianbo (sous le pseudonyme de Bobo) : He Chuan
- Zhou Yi Xuan : Big Bird
- Ivy : Tina
- Kim Sung Joo : Dai
- Dany Lee : Ni Zi
- Yi Xuan : Big Bird
- Orfila / Wu Xin : Wu Shi
- Secretary Zhang : Yu Yang
- Qu Jing Jing : Mi Mi
- Wang Yi : le père d'He Chuan
- Teng Zai : Mr Kebab
- Bie Yangyang : Rice ball
- SEAN : SEAN
- TOYZ : TOYZ
- Yao Yanzhong : Huang Mao
- Peng Shucong : Juan Mao
- Zhang Ynchen : Sniper
- Ren Xiaoyao : Chipmunk
- Yang Sen : Charlie Wang
- Wu Xiguo : Mr. Six
- Yin Er : Binary
- Jun Yu : le fan des Sky Crew
- Lil Swagg : un danseur des Phantom
- Jade Chynoweth : une danseuse des Phantom
- James Landgrum-Derrick : un danseur des Phantom
- Joshua Williams : un danseur des Phantom
- Nicholas Stewart : un danseur des Phantom
- Noah Tratree : un danseur des Phantom
- Robert Green : un danseur des Phantom
- Richard Lee : un danseur des Phantom
- Aaron Curtis IV : un danseur des Phantom
- Simrin C Player : un danseur des Phantom
- Dominique Battiste : un danseur des Phantom
- Jacob Landgrebe : un danseur des Phantom